# Arjen van der Meulen
Arjen van der Meulen (7 april 1987) is een Nederlandse zwemmer. Van der Meulen is lid van het Nationaal Zweminstituut Eindhoven, waar hij traint onder leiding van Jeanet Mulder.

## Carrière
Op de Nederlandse kampioenschappen zwemmen 2006 in Eindhoven veroverde Van der Meulen zijn eerste nationale titel, op de 1500 meter vrije slag. Tijdens de Nederlandse kampioenschappen kortebaanzwemmen 2006 in Drachten pakte hij het goud op zowel de 400 als de 1500 meter vrije slag. Medio 2008 stapte Van der Meulen over van DZ&PC naar Eiffel Swimmers PSV en ging hij trainen onder leiding van Marcel Wouda. Op de Open Nederlandse kampioenschappen zwemmen 2008 in Amsterdam sleepte hij de Nederlandse titel in de wacht op de 400 meter vrije slag.
Door zijn prestaties in 2009 werd hij geselecteerd voor de Europese kampioenschappen kortebaanzwemmen 2009 in Istanboel. In Istanboel eindigde hij als achttiende op de 1500 meter vrije slag en werd hij uitgeschakeld in de series van de 400 meter vrije slag.
Op de Europese kampioenschappen kortebaanzwemmen 2011 in Szczecin strandde Van der Meulen in de series van zowel de 200 als de 400 meter vrije slag.

## Resultaten

### Internationale toernooien
| Jaar | Olympische Spelen | WK langebaan  | WK kortebaan  | EK langebaan  | EK kortebaan                             |
| ---- | ----------------- | ------------- | ------------- | ------------- | ---------------------------------------- |
| 2009 |                   | geen deelname |               |               | 28e 400m vrije slag 18e 1500m vrije slag |
| 2010 |                   |               | geen deelname | geen deelname | geen deelname                            |
| 2011 |                   | geen deelname |               |               | 39e 200m vrije slag 21e 400m vrije slag  |

### Nederlandse kampioenschappen zwemmen
| Jaar | NK langebaan                                             | NK kortebaan                                                               |
| ---- | -------------------------------------------------------- | -------------------------------------------------------------------------- |
| 2005 | 4e 1500m vrije slag 12e 200m wisselslag                  | 1500m vrije slag                                                           |
| 2006 | 800m vrije slag · 1500m vrije slag · 4e 200m vlinderslag | 4e 200m vrije slag · 400m vrije slag · 1500m vrije slag                    |
| 2007 | 400m vrije slag · 1500m vrije slag                       | 4e 400m vrije slag · 1500m vrije slag · 400m wisselslag                    |
| 2008 | 4e 400m vrije slag · 800m vrije slag · 1500m vrije slag  | 21e 100m vrije slag · 200m vrije slag · 400m vrije slag · 1500m vrije slag |
| 2009 | 4e 400m vrije slag · 800m vrije slag                     | serie 200m vlinderslag                                                     |
| 2010 | 5e 200m vrije slag · 400m vrije slag · 1500m vrije slag  | 8e 200m vrije slag · 400m vrije slag · 1500m vrije slag                    |
| 2011 | 4e 200m vrije slag · 400m vrije slag · 1500m vrije slag  | 18e 200m vrije slag 7e 400m vrije slag                                     |

## Persoonlijke records
Bijgewerkt tot en met 14 november 2009

### Kortebaan
| Afstand          | Tijd     | Datum            | Plaats    |
| ---------------- | -------- | ---------------- | --------- |
| 200m vrije slag  | 1.47,49  | 20 december 2008 | Amsterdam |
| 400m vrije slag  | 3.42,91  | 14 november 2009 | Stavanger |
| 800m vrije slag  | 7.51,35  | 23 oktober 2009  | Aken      |
| 1500m vrije slag | 14.49,63 | 23 oktober 2009  | Aken      |

### Langebaan
| Afstand          | Tijd     | Datum         | Plaats    |
| ---------------- | -------- | ------------- | --------- |
| 200m vrije slag  | 1.49,03  | 16 april 2009 | Amsterdam |
| 400m vrije slag  | 3.49,83  | 18 april 2009 | Amsterdam |
| 800m vrije slag  | 8.05,55  | 19 april 2009 | Amsterdam |
| 1500m vrije slag | 15.12,16 | 19 april 2009 | Amsterdam |